# Ambasada RP w Bagdadzie
Ambasada Rzeczypospolitej Polskiej w Bagdadzie – polska misja dyplomatyczna w stolicy Iraku.

## Historia
Polska nawiązała stosunki dyplomatyczne z Królestwem Iraku w 1932, czyli w roku proklamowania formalnej niepodległości przez to państwo. Stosunki początkowo były na szczeblu poselstw. Po rewolucji w Iraku w 1958 i obaleniu monarchii podniesiono je do rangi ambasad (Królestwo Iraku oficjalnie nie utrzymywało stosunków z komunistycznym rządem w Warszawie). W 2003 z powodu wybuchu II wojny w Zatoce Perskiej ambasada RP w Bagdadzie została ewakuowana do Jordanii. Wznowiła działalność w czerwcu 2003. We wrześniu 2014 działalność przedstawicielstwa została zawieszona ze względów bezpieczeństwa. Ponownie działa ono od sierpnia 2016, mieści się na terenie Ambasady Wielkiej Brytanii w Bagdadzie, w strefie międzynarodowej.